# Mononcholaimus bandaënsis
Mononcholaimus bandaënsis är en rundmaskart som beskrevs av Hans August Kreis 1932. Mononcholaimus bandaënsis ingår i släktet Mononcholaimus och familjen Oncholaimidae. Inga underarter finns listade i Catalogue of Life.